# لیکود
حزب لیکود (به عبری: הליכוד)٬ بمعنای استحکام٬ از احزاب راست‌گرای سکولار در اسرائیل است. این حزب در سال ۱۹۷۳ با هدف ایجاد یک تشکل پارلمانی با جهت‌گیری راست‌گرایانه در قبال حزب کارگر و دستیابی به حکومت، توسط مناخم بگین بنیان‌گذاری شد.
این حزب تاکنون چندین نوبت موفق به تشکیل دولت شده‌است. در انتخابات سال ۱۹۹۹ انتخابات زودرس موجبات شکست نتانیاهو را در قبال ایهود باراک فراهم کرد ولی در انتخابات سال ۲۰۱۵ با کسب ۳۰ کرسی از ۱۲۰ کرسی کنست در جایگاه نخست قرار گرفت.
احزاب ملی‌گرا و مذهبی به‌طور بالقوه متحدان حزب لیکود محسوب می‌شوند.

## نتایج انتخابات کنست
| سال انتخابات  | رهبر حزب         | # آراء کلی | % درصد آراء | # تعداد کرسی صاحب‌شده | +/- |
| ------------- | ---------------- | ---------- | ----------- | -------------------- | --- |
| انتخابات ۱۹۷۳ | مناخم بگین       | ۴۷۳٬۳۰۹    | ۳۰٫۲ (#۲)   | ۳۹ از ۱۲۰            | ۷   |
| انتخابات ۱۹۷۷ | مناخم بگین       | ۵۸۳٬۹۶۸    | ۳۳٫۴ (#۱)   | ۴۵ از ۱۲۰            | ۴   |
| انتخابات ۱۹۸۱ | مناخم بگین       | ۷۱۸٬۹۴۱    | ۳۷٫۱ (#۱)   | ۴۸ از ۱۲۰            | ۳   |
| انتخابات ۱۹۸۴ | اسحاق شامیر      | ۶۶۱٬۳۰۲    | ۳۱٫۹ (#۲)   | ۴۱ از ۱۲۰            | ۷   |
| انتخابات ۱۹۸۸ | اسحاق شامیر      | ۷۰۹٬۳۰۵    | ۳۱٫۱ (#۱)   | ۴۰ از ۱۲۰            | ۱   |
| انتخابات ۱۹۹۲ | اسحاق شامیر      | ۶۵۱٬۲۲۹    | ۲۴٫۹ (#۲)   | ۳۲ از ۱۲۰            | 8   |
| انتخابات ۱۹۹۶ | بنیامین نتانیاهو | ۷۶۷٬۴۰۱    | ۲۵٫۱ (#۲)   | ۳۲ از ۱۲۰            | ۰   |
| انتخابات۱۹۹۹  | بنیامین نتانیاهو | ۴۶۸٬۱۰۳    | ۱۴٫۱ (#۲)   | ۱۹ از ۱۲۰            | ۸   |
| انتتخابات۲۰۰۳ | آریل شارون       | ۹۲۵٬۲۷۹    | ۲۹٫۴ (#۱)   | ۳۸ از ۱۲۰            | ۱۹  |
| انتخابات ۲۰۰۶ | بنیامین نتانیاهو | ۲۸۱٬۹۹۶    | ۰۹٫۰ (#۴)   | ۱۲ از ۱۲۰            | ۲۶  |
| انتخابات ۲۰۰۹ | بنیامین نتانیاهو | ۷۲۹٬۰۵۴    | ۲۱٫۶ (#۲)   | ۲۷ از ۱۲۰            | ۱۵  |
| انتخابات ۲۰۱۳ | بنیامین نتانیاهو | ۸۸۴٬۶۳۱    | ۲۳٫۳ (#۱)   | ۲۰ از ۱۲۰            | ۷   |
| انتخابات ۲۰۱۵ | بنیامین نتانیاهو | ۹۸۴٬۹۶۶    | ۲۳٫۴ (#۱)   | ۳۰ از ۱۲۰            | ۱۰  |